# Diedrich Heinrich Taube von Odenkat
Diedrich Heinrich Graf Taube von Odenkat (schwedisch: Didrik Henrik Taube af Odenkat; * 24. September 1711 in Karlskrona; † 17. Februar 1781 auf Schloss Mems bei Norrköping) war ein schwedischer Graf, Landshövding  und Admiral. Er stammte aus dem deutsch-schwedisch-baltischen Adelsgeschlecht der von Taube.

## Beruflicher Werdegang
Im Jahre 1723 war er Student in Uppsala und trat 1724 als Freiwilliger in die schwedische Admiralität ein. 1729 wurde er zum Leutnant befördert und trat 1731 als Kammerherr in die Dienste des schwedischen Königs Friedrichs ein. Seine Beförderung zum Kapitänleutnant erfolgte ein Jahr später, er reiste 1733 nach Italien und Malta und diente in der maltesischen Marine, dabei macht er seinen seemännischen Erfahrungen im Mittelmeer. 1735 diente er als Freiwilliger in eine französische Schwadron, wurde zum schwedischen Kapitän befördert, und wechselte 1736 als Steuermann zur englischen Marine. Im Auftrag der Schwedischen Ostindien-Kompanie fuhr er von 1737 bis 1739 mit Seiner Majestät Schiff (SMS) Stockholm nach Kanton (Kaiserreich China). Bereits 1737 war die Beförderung zum Admiralsleutnant erfolgt, danach kam 1743 eine Verwendung als Generaladjutanten für die Flotte. 1754 wurde er zum Konteradmiral (Schoutbynacht) befördert. Mit der Beförderung zum Vizeadmiral wurde er Landshövding und Oberbefehlshaber von Gotland. Von 1763 bis 1772 war er Landshövding und Oberbefehlshaber der Garnison Fästningsgarna Göteborg und Bohuslän. Schließlich wird er 1768 zum Admiral befördert und nimmt am 29. Mai 1772 seinen Abschied aus der schwedischen Marine.

## Familie
Diedrich Heinrich ist ein Sohn des schwedischen Reichsadmirals Eberhard Diedrich Graf Taube von Odenkat (1681–1751) und dessen Ehefrau Christina Maria Falkenberg (1685–1753). Er heiratete 1742 in erster Ehe Jakobine Sophia Sparrsköld (1725–1750), 1752 in zweiter Ehe Magdalena Beate Ribbing (1717–1780) und in dritter Ehe Magdalena Beate Gabrielsdotter Ribbing af Zernava (1717–1780). Da sie keinen männlichen Nachfolger hatten, wurde die gräfliche Erbfolge an seinen Bruder, den schwedischen Hofmarschalls Arvid Gustaf Graf Taube von Odenkat (1729–1785) übertragen. Seine Schwester Hedwig Ulrike Taube von Odenkat (1714–1744) war am schwedischen Hofe eine Hofdame und die Mätresse des schwedischen Königs Friedrich.